# Ludolf von Luck
Ludolf Friedrich Wilhelm von Luck und Witten (* 12. Januar 1817 in Münster; † 20. Dezember 1895 in Berlin) war ein preußischer Staatsanwalt und Politiker.

## Leben

### Herkunft
Ludolf war ein Sohn des preußischen Generals der Infanterie Hans von Luck (1775–1859) und dessen Ehefrau Cécile, geborene de Saint-Luce-Oudaille (1798–1857).

### Karriere
Nach dem Besuch der Gymnasien in Detmold und Münster studierte Luck Rechtswissenschaften in Berlin und Paris. 1846 wurde er Richter in Spandau, 1847 Hilfsassessor im preußischen Justizministerium, 1848 Richter in Nordhausen, 1849 Staatsanwaltsgehilfe in Beeskow, 1850 Staatsanwalt in Wriezen, 1856 Staatsanwalt in Potsdam sowie 1872 Oberstaatsanwalt in Marienwerder und am Kammergericht in Berlin. Er nahm 1866 als Hauptmann am Deutschen Krieg teil.
1862 sowie von 1879 bis 1882 war er Mitglied des Preußischen Abgeordnetenhauses. Von 1867 bis 1870 war er außerdem Abgeordneter des Wahlkreises Potsdam 7 (Stadt Potsdam, Osthavelland) im Reichstag des Norddeutschen Bundes. In dieser Eigenschaft war er gleichzeitig auch Mitglied des Zollparlaments. Er gehörte der Konservativen Partei an.

### Familie
Er heiratete am 5. Juni 1847 in Berlin Julie Ebers (1822–1848). Aus der Ehe ging die Tochter Karoline (1848–1870) hervor, die 1867 den Oberstleutnant Hans von Quitzow († 1885) ehelichte.
Luck heiratete am 26. Oktober 1860 in Potsdam Ida von Barner (1826–1898), eine Tochter des preußischen Generalleutnants Ulrich von Barner. Das Paar hatte folgende Kinder:
- Hans-Ulrich (1861–1945), Major ⚭ 1. Oktober 1898 Margarete von Wurmb (1873–1960)[4]
- Friedrich (* 1863), preußischer Hauptmann
- Luise (1865–1947) ⚭ 9. März 1900 Theodor von Schlieffen (1831–1900), preußischer General der Kavallerie

## Veröffentlichung
- Die beiden letzten Tage des Hochverräthers Max Hödel. Kissingen 1878.